# Värmlands historia
Värmland kan ha fått sitt namn efter sjön Värmeln, en annan teori är att både sjön och landskapet namngivits efter Borgviksälvens äldre namn Värmla, en tredje teori är att namnet kommer från värmane som är de anläggningar som användes av Klarälvens laxfiskare under medeltiden.
Medeltidens Värmland hade samma gränser som dagens förutom att Nordmarks härad hörde till Dalsland t.o.m. 1551. Värmlands län kom 1815 att överföras från Göta hovrätt (Götaland) till Svea hovrätt (Svealand).

## Stenåldern

### Äldre stenåldern
Det finns mänskliga spår i Värmland som är cirka 9 000 år gamla. Man har funnit boplatser som var bebodda mellan 7100 och 6400 f.Kr. på Kvarnåsen, Lidsbron och Västanvik. Det finns bara en synlig känd lämning av hyddor från mesolitikum, vid Södra Ed i Kila socken. Hyddan är en oval anläggning, en 4x3 meter stor grop omgiven av en vall med 1,5 meters bredd. I vallen har i en markskada hittats flint- och kvartsavslag samt eldskadad sten. Hyddan är inte arkeologiskt undersökt. Fynd visar också spår av mänskliga boplatser i hela landskapet, från Värmlandsnäs i söder till Långflon i norr, fynden visar också att kontakter fanns med västkusten, Västergötland och Bergslagen.

### Yngre stenåldern
Från yngre stenåldern finns många fynd av redskap, framförallt yxor, men få boplatser. De äldsta kända gravarna, hällkistor, kommer från stenålderns senare del och finns i den sydvästra delen av Värmland samt en hällkista på Alsternäset öster om Karlstad. Det finns fem hällmålningar i södra Årjängs kommun som troligen är från neolitisk tid.

## Bronsåldern
Fynd visar att bosättningar låg tätt på södra Värmlandsnäs samt längs Glafsfjorden och Frykensjöarna under bronsåldern medan resten av landskapet var glesare befolkat. Antalet gravar från bronsåldern är fler än från senneolirtisk tid, och gravarna har en större geografisk spridning. Omkring femton undersökta boplatser har daterats till denna tid. Värmland har bara omkring 80 bronsfynd, däribland svärd och dolkar, men även redskap som yxor, rakknivar pincetter föremål från dräkten. De flesta fynden kommer från två stora depåfynd.

## Järnåldern

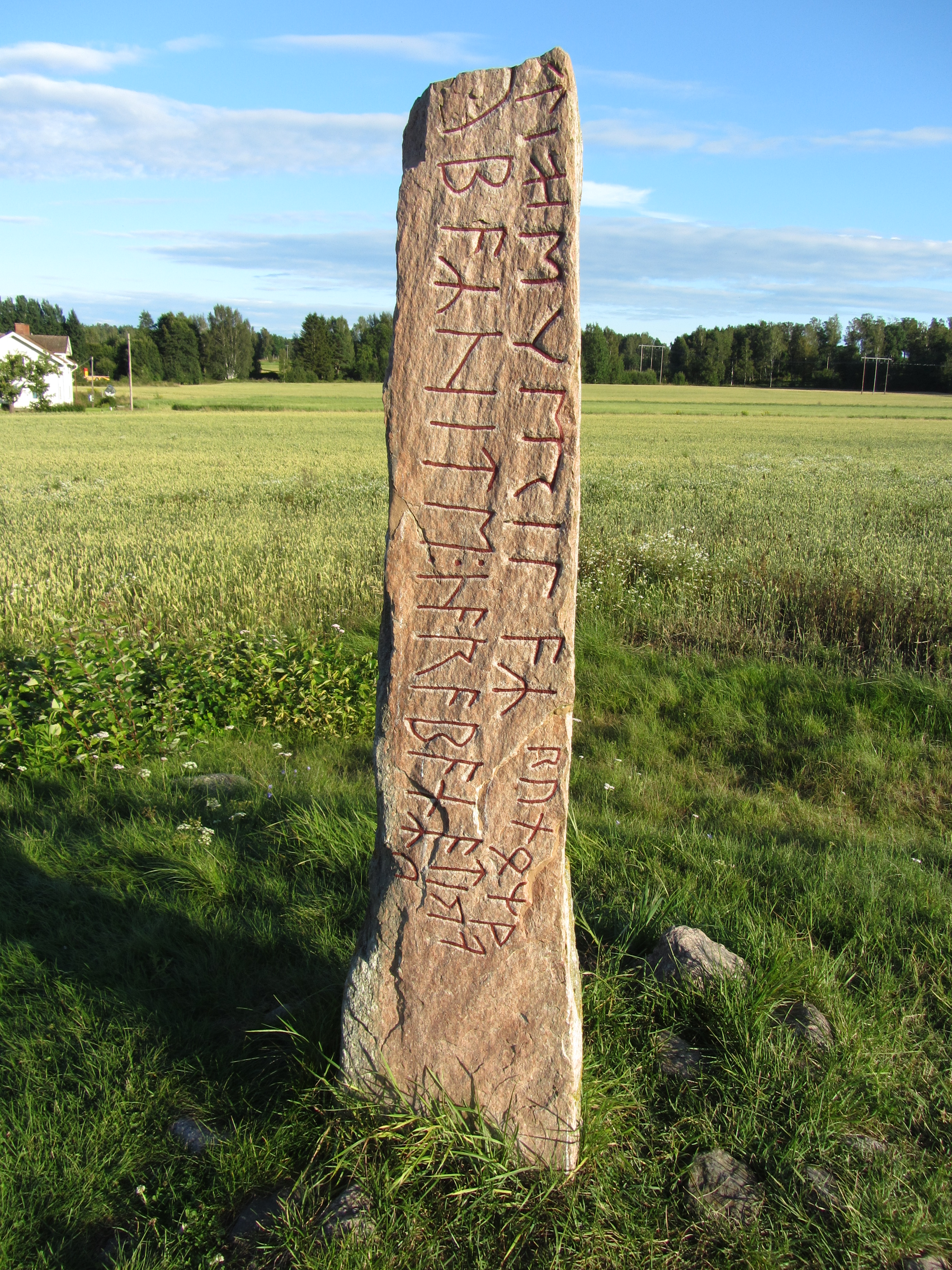
Järsbergsstenen

Grunden till dagens landskap läggs framför allt under yngre järnåldern och många av dagens gårdars historia börjar vid denna tid. Det finns idag cirka 30 kända järnåldersboplatser i Värmland. Det finns en saga om sveakungen Olof Trätälja som avsattes och fick lämna Uppland och bosatte sig med många män i det då glest befolkade Värmland, cirka 600-talet, just under yngre järnåldern.
Seden att begrava de döda i gravrösen och stensättningar upphör omkring år 400 i Värmland och övergår till begravning i flatmarksgravar. Det bästa exemplet är gravfältet i centrala Grums. I övergången till yngre järnåldern börjar man begrava de döda i gravhögar, totalt har cirka 130 sådana undersökts i landskapet.
Från järnåldern kommer även de så kallade fornborgarna, 38 lämningar i Värmland räknas som sådana. Den enda av dessa som undersökts arkeologiskt är Villkorsberget på Värmlandsnäs.
Man har påträffat fyra runstenar från järnåldern, Järsbergsstenen, Väsestenen, Skramlestenen samt Hovlandastenen. Enligt den isländska sagotraditionen erövrades Värmland av Harald Hårfager. Enligt den traditionen så skulle Värmland lytt under den norske kungen åtminstone fram till Håkon den gode i mitten av 900-talet.

## Medeltiden

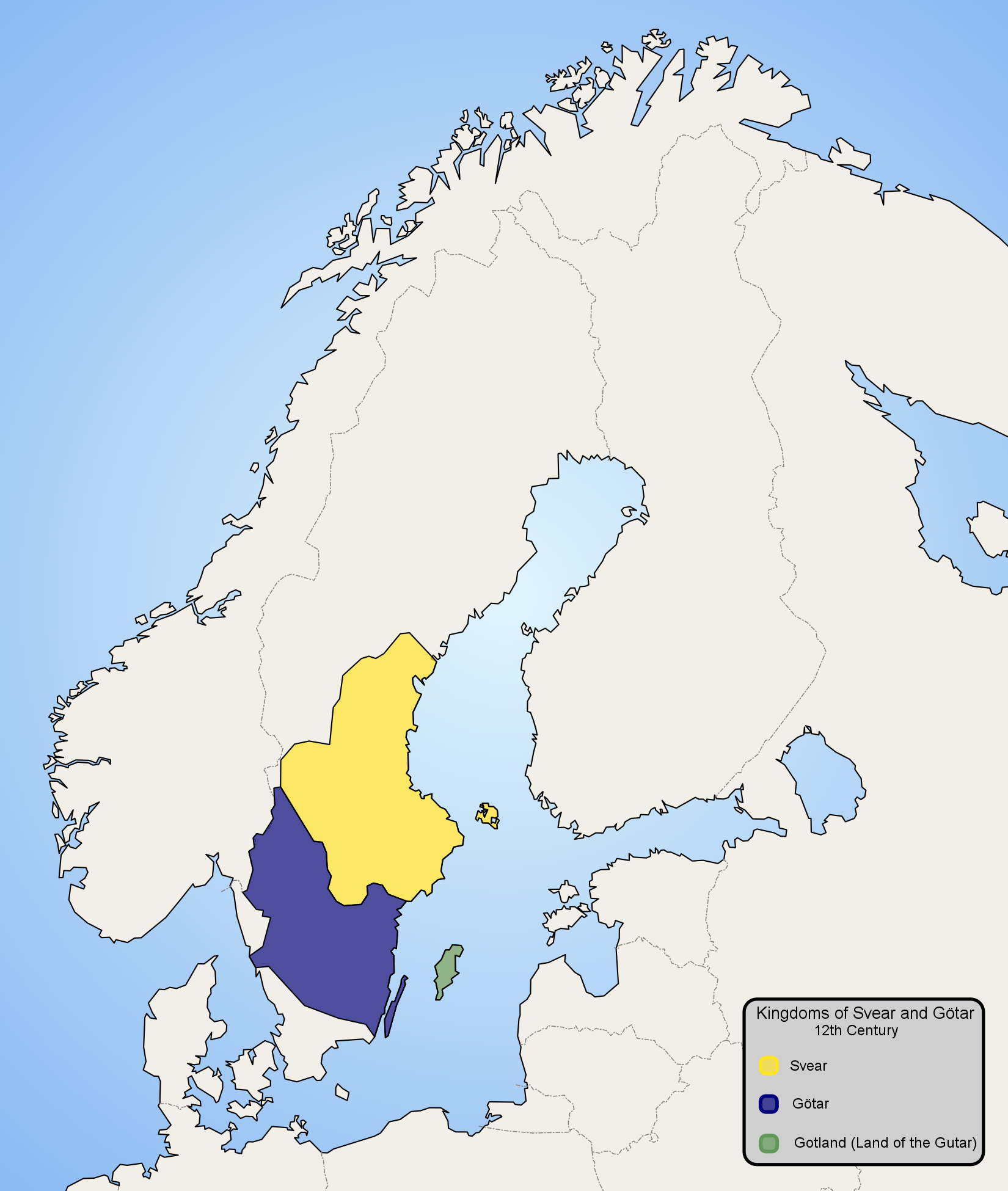
Karta som visar att Värmland beboddes av götar, inte svear.

Värmland (äldre Vaermeland) fick sitt namn efter inbyggarna, som kallades värmerna. Enligt Nordisk Familjeboks andra upplaga koloniserades landskapet i huvudsak från Västergötland. Värmlands historia börjar med kungasagorna om den svenske sagokungen Olof Trätälja som omtalas som den förste som bröt nya bygder i Värmland. Sagan om Olof Trälja gav de norska kungarna möjligheten att hävda släktskap med svearnas ynglingaätt och betraktas idag som en saga med begränsat värde i historieskrivningen. Nordisk familjebok anser att det var laxfisket i forsarna, som lockade till bosättning. Odlingen hade äldre anor men hade ännu under medeltiden odlingen ingen större omfattning. Den var begränsad till bördiga stränder på Värmlandsnäs, utmed Vänern, Glafsfjorden. Frykenssjöarna och Klarälven, men bygderna var små och spridda. Den östra delen av landskapet bestod av stora skogsmarker med bergsbruk i ett områdes som först hette Värmlandsbergs bergslag senare Filipstads bergslag, som fick sina privilegier av Erik af Pommern. Kulturellt har Värmland hört samman med Västergötland, men som gränslandskap har det även påverkats av Norge. Snorre Sturlasson skrev mycket om Värmland i sina berättelser och enligt honom ska landskapet tidvis varit norskt, åtminstone under Harald Hårfagers regeringstid. Sanningshalten i dessa berättelser har dock ifrågasatts. I Heimskringla berättas att Olof Skötkonung erövrat de norska lanskapen Bohuslän samt södra Tröndelag vid slaget vid Svolder år 1000, eftersom Värmland inte nämns var det förmodligen redan i svensk besittning vid denna tid.
Under medeltiden kom kristendomen till Värmland och att man övergår till skelettbegravningar orienterade i öst-väst, tyder på att befolkningen i området kring Säffle påverkades av kristendomen redan under vikingatiden. Adam av Bremen skriver kring 1070 att värmlänningarna antagit kristendomen och beskriver värmlänningarna som en av de "svenska stammarna" vid sida av svear, götar och skridfinnar i Gesta Hammaburgensis ecclesiae pontificum.  Värmlänningarna beskrev han som boende i Sueoniae, Sueoniam eller Sueoniae Adam använder inte begrepp konsekvent i sin skildring. Betydelsen av dessa begrepp har diskuterats men anses vara termer som antingen beskriver Svitjod och/eller Sverige. Under kung Stenkils regeringstid på 1060-talet användes landskapet som bas vid attacker mot Norge.
Värmland historia verkar i början av historisk tid under tidig medeltid ha utvecklat goda förbindelser med Norge, och Värmlands befolkning tog ännu på 1200-talet del i de norska inbördesstriderna. I samband med att landskapen runt Vänern under medeltiden ökade sina förbindelser med östra Sverige knöts även Värmland fastare till det svenska riket. Landskapet var ett av Sveriges glesast befolkade områden under medeltiden; det omfattade på 1300-talet 9 härader och var administrativt indelat i 2 sysslor, öster-och Västersysslan.
På 1300-talet var Sverige och Norge i en union, som upplöstes när kung Magnus Eriksson avsattes 1363. Under konung Albrekts regering i Sverige (1364–1389) var Värmland skilt från det övriga riket och höll sig, liksom Dal och en del af Västergötland, till den i Norge regerande konung Håkan Magnusson. Värmland höll under marsken Erik Kettilssons ledning fast vid Magnus Eriksson och Håkon Magnusson under hela senare 1300-talet. Värmland användes under senare medeltiden ofta som de svenska drottningarnas livgeding. Efter 1367 följde ett krig och vid fredsuppgörelsen 1371 blev Värmland i praktiken en del av Norge under Håkon Magnusson fram till Kalmarunionens skapande 1389.  1437 utgick från Jösse härad en bonderesning, som riktade sig mot rådet och Karl Knutsson. Eftersom Värmland var ett gränslandskap blev det ofta en krigsskådeplats under unionstidens dansk-svenska krig, men var trots det ett ganska lugnt område av Sverige.
I ecklesiastikt (kyrkligt) avseende hörde Värmland till Skara stift till 1580, då hertig Karl avskilde Värmland samt Vadsbo och Valla härad av Västergötland under en superintendent i Mariestad, som 1646 flyttades till Karlstad och blev Karlstads stift 1647.

## Lagsagan, häradsindelningen och slottslän
Värmland var från början en lagsaga hela landskapet säkert känd från slutet av 1100-talet. Lagsagan, vars omfattning beskrevs med uttrycket från Amn (Gullspång) till Eda skog, omfattade ungefär det nuvarande Värmland med undantag av Nordmarks härad, som först i mitten av 1500-talet förenades med Värmland. I slutet av 1200-talet synes Värmland haft en egen särskild landskapslag men denna är inte bevarad, men bevarade åberopade lagrum från konung Kristofers tid under 1440-talet tycks den haft i alla fall vissa partier  identiska med västgötalagen. Lagsagan var obetydlig och dess  lagman deltog ej i konungavalet. Konungens eriksgata genomreste  inte heller via Värmland utan kungen avlade  i Skara ed inför alla vestgöter och värmar. Det värmländska landstinget hölls på Lagberget på Tingvallaön på Petri och Pauli dag den 29 Juni, och samtidigt hölls marknaden Persmässan.
Häradsindelningen var under medeltiden och långt in i nyare tider ej fastställd. Ännu på 1600-talet fanns inga häradshövdingar i Värmland  utan lagmannen eller underlagmän dömde i b tingslagen och på landstinget. Hans intog en ställning mitt emellan lagman och häradshövding. 1668 delades Värmland i två, och 1743 i tre, och därefter ännu fler häradslagsagor  och då var Värmlandsbergs bergslag ,också kallad Fernebo eller Filipstads bergslag sedan 1630-talet ett bergmästaredöme.
När Sverige delades in i slottslän under 1200-talet hörde landskapet till Axevalla hus. Värmland styrdes under den senare medeltiden av fogdar eller hövitsmän, som residerade på Edsholms slott i Eds socken. Under vissa tider lydde den östra delen under hövitsmannen på Agneholm på en holme i Gullspångsälven. Efter slottens förstöring under Engelbrekts resning var landet delat i två så kallade sysslor: Västersysslet  som omfattade Värmlandsnäs, Gillberga och Jösse härader  samt Nordmark, under senare delen av 1500-talet även Älfdalen och Fryksdalen och Östersysslet det övriga Värmland.

## Hertigdöme, städer och län
Tillsammans med Södermanland och Närke utgjorde Värmland sedan 1568 hertig Karls, sedermera konung Karl IX:s, hertigdöme. Karl IX fick Värmland, Södermanland och Närke som hertigdöme i Gustav Vasas testamente. Karl IX testamenterade i sin tur hertigdömet till sin son Karl Filips hertiddöme 1611-1622. Titeln hertig av Värmland innehades senare av Gustav V från 1858. Hertig Karls förvaltning bildar en särskild epok i Värmlands historia.  En mängd nya hemman och torp upptogs, delvis genom överflyttade finnar som bosatte sig i finnmarken i Värmland. Bergshanteringen uppmuntrades och städer anlades, nämligen Karlstad som blev Värmlands första stad vid grundandet 1584, där också en skola inrättades, samt Filipstad 1611, som anlades för bergslagens räkning. Något senare grundades  Kristinehamn 1642.
Hertigdömet drogs efter Karl Filips död in till kronan, och Värmland och Närke styrdes av en ståthållare. Värmland och Dalsland bildade ett län under 1620–1630-talen men men i 1634 års regeringsform fördes Värmland över till Örebro län. 1634–1779 bildade Närke och Värmland ett län under landshövdingen i Örebro, med undantag av tiden 1639–54, då Värmland på två häradar när jämte Dal hade egen landshövding, i Karlstad. Sedan 1779 har Värmland, utom Karlskoga bergslag med den östligaste delen med Karlskoga och Degerfors som stannade under Örebro län, utgjort ett eget län.

## Statskuppen 1809 och Napoleonkrigen
Statskuppen 1809 tog sin början i Värmland. Upproret började bland soldater och officerare i den del av den Västra armén som var förlagd i Värmland och  leddes av generalmajor Georg Adlersparre, pådriven av den radikala gardeskaptenen Carl Henrik Anckarsvärd. Georg Adlersparre var vid tiden överadjutant vid Värmlandsfördelningen, som utgjorde Västra arméns högra flygel. Natten mot den 7 mars 1809 tog upprorsmännen kontroll över Karlstad, där de ställde upp kanoner på torget och proklamerade ett manifest för revolutionen. Genom sin position vid Värmlandsfördelningen kunde Georg Adlersparre ta ledning över trupperna i trakten runt Karlstad. Den 9 mars 1809 påbörjade Georg Adlersparre och delar av Västra armén en marsch mot Stockholm, för att avsätta Gustav IV Adolf. Från Karlstad marscherade sammanlagt nära 2000 soldater, och i Örebro och Västerås anslöt sig ytterligare 1500 soldater. Den 12 mars 1809 fick Gustav IV Adolf bekräftat att Västra armén i Värmland hade gjort uppror. Då hade marschen passerat Örebro och hade endast 15 mil kvar till Stockholm. Kungen beslutade då att lämna Stockholm och bege sig mot Skåne, där han hoppades få stöd från förmodat lojala trupper. För att förhindra kungen att fly, vilket hade kunnat resultera i ett inbördeskrig, och förekomma marschen arresterades kungen av en grupp gardesofficerare under ledning av Carl Johan Adlercreutz. Trots att kungen var arresterad fortsatte marschen mot Stockholm och Georg Adlersparre ignorerade instruktioner att anlända med endast en mindre av sin styrka. Marschen firade sitt intåg på Drottninggatan i Stockholm med fanor och klingande spel för att visa att man såg sig som segrare. Georg Adlersparre kom senare att bosätta sig i Gustavsviks herrgård utanför Kristinehamn.
Med gräns mot Norge blev Värmland inblandat i kronprins Karl Johans fälttåg mot Norge 1814. Stora trupprörelser skedde genom landskapet, som med sina två regementen även bidrog med förband och soldater till fälttåget. Värmlands regemente deltog med fyra bataljoner i fälttåget. Tre bataljoner ingick i den 9:e brigaden under överste Klingspor och en bataljon ingick i 10:e brigaden under överste Carl Pontus Gahn, som både ingick i den 5:e fördelningen under generalmajor Elof Rosenblad. Soldater från regementet deltog vid belägringen av Fredikstens fästning och slagen vid Rakkestad, Askim och Langenes, Lier och Midskog. Värmlands fältjägarregemente ingick i  Eberhard von Vegesacks avdelning och deltog i belägringen av Fredrikstens fästning, slaget vid Rakkestad och striderna vid Trögstad.

## Näringsliv
1580 började den finska invandringen, som befolkade en stor del av Värmlandss tidigare ödebygder. Vid denna tid fick Värmlands järngruvor, som var kända redan under medeltiden, ett starkt uppsving och räknades på 1600-talet som synnerligen värdefulla för riket. Det värmländska bergsbruket kulminerade i betydelse under slutet av 1700-talet. Under kontinentalsystemets tid i början av 1800-talet tog trähandeln på Göteborg fart tack vare gynnsam avsättning i England. Skogsbruk, träförädling och pappersfabriker har under det senaste seklet fått en alltmer central ställning i  näringslivet i Värmland.

## Andra världskriget

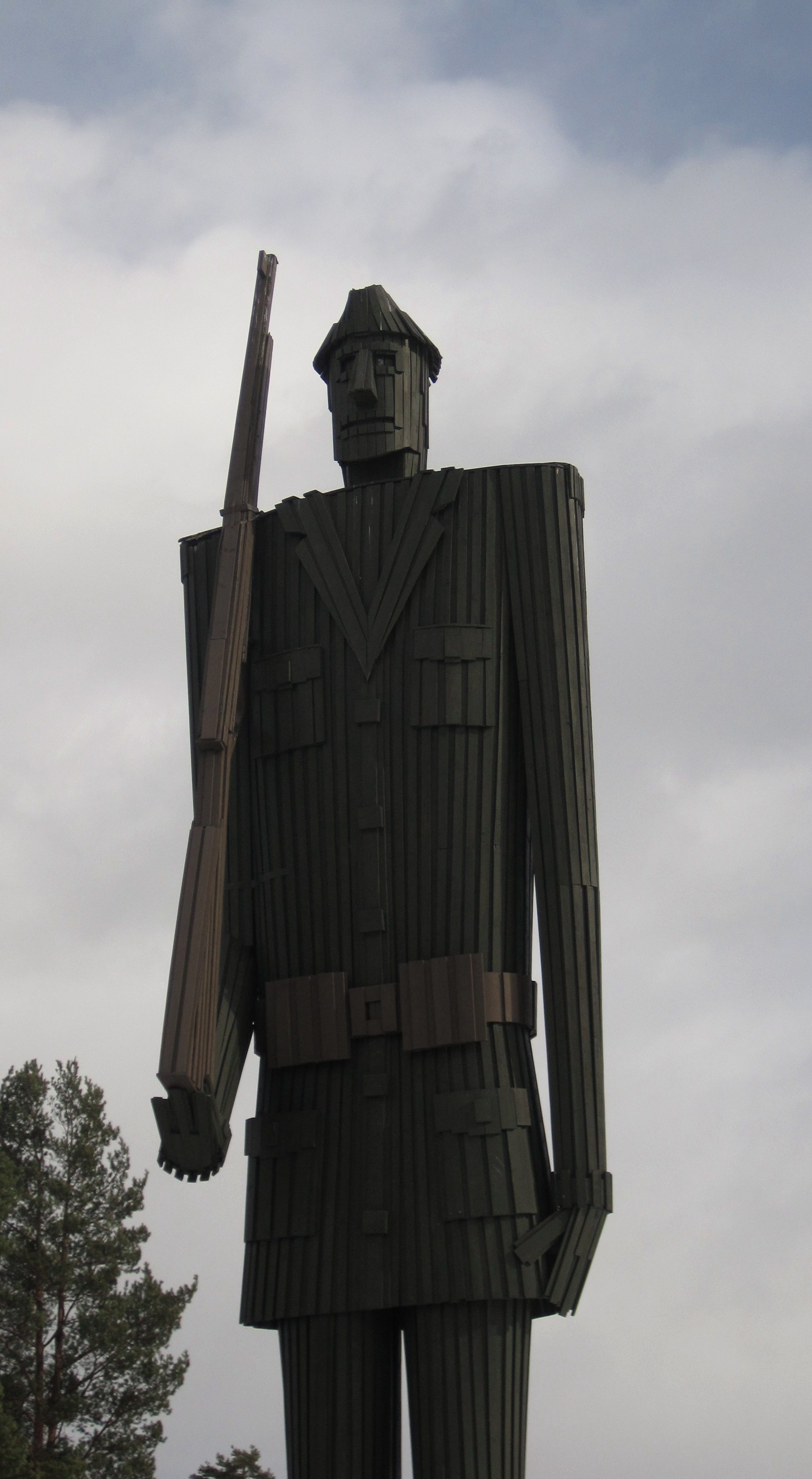
Träsoldaten i Charlottenberg, 61:an Martinsson, påminner om beredskapstiden.

Under andra världskriget blev Värmland föremål för omfattande militär aktivitet. Betydande delar av de väpnade styrkorna förlades i Värmland efter den tyska invasionen av Norge. I juni 1941 fanns nära 150 000 man inkallade i Värmland, inför det förmodade tyska anfallet på Sovjetunionen och då Tyskland krävde att få transportera den fullt utrustade Engelbrechtdivisionen på svenska järnvägar, från Charlottenberg till Haparanda. Vid denna tidpunkt genomfördes flera större militärövningar i Värmland, med fältförband tillförda från andra militärområden.  Under sommaren 1943 fanns 85 000 man grupperade i Värmland, vid den stora beredskapshöjningen i samband med att den svenska regeringen sade upp det så kallade transiteringsavtalet med Tyskland och då Sverige fruktade ett nära förstående tyskt anfall. Överbefälhavare Olof Thörnell bedömde att ett tyskt anfall mot Sverige skulle ske över Eda, Arvika och Karlstad, för att tyska styrkor snabbt skulle kunna ta sig till Stockholm.  Under sensommaren 1943 kan så mycket som 250 000 inkallade vid en tidpunkt ha funnits i Värmland.
Livet i de värmländska orterna vid gränsen mot Norge kom under beredskapstiden att präglas av den militära aktiviteten och det periodvis mycket spända läget. Filmen Gränsen från 2011 skildrar livet för de unga soldaterna som vaktade gränsen mellan Sverige och det tyskockuperade Norge under 1942. Filmen utspelar sig i norra Värmland och spelades in utanför Torsby.

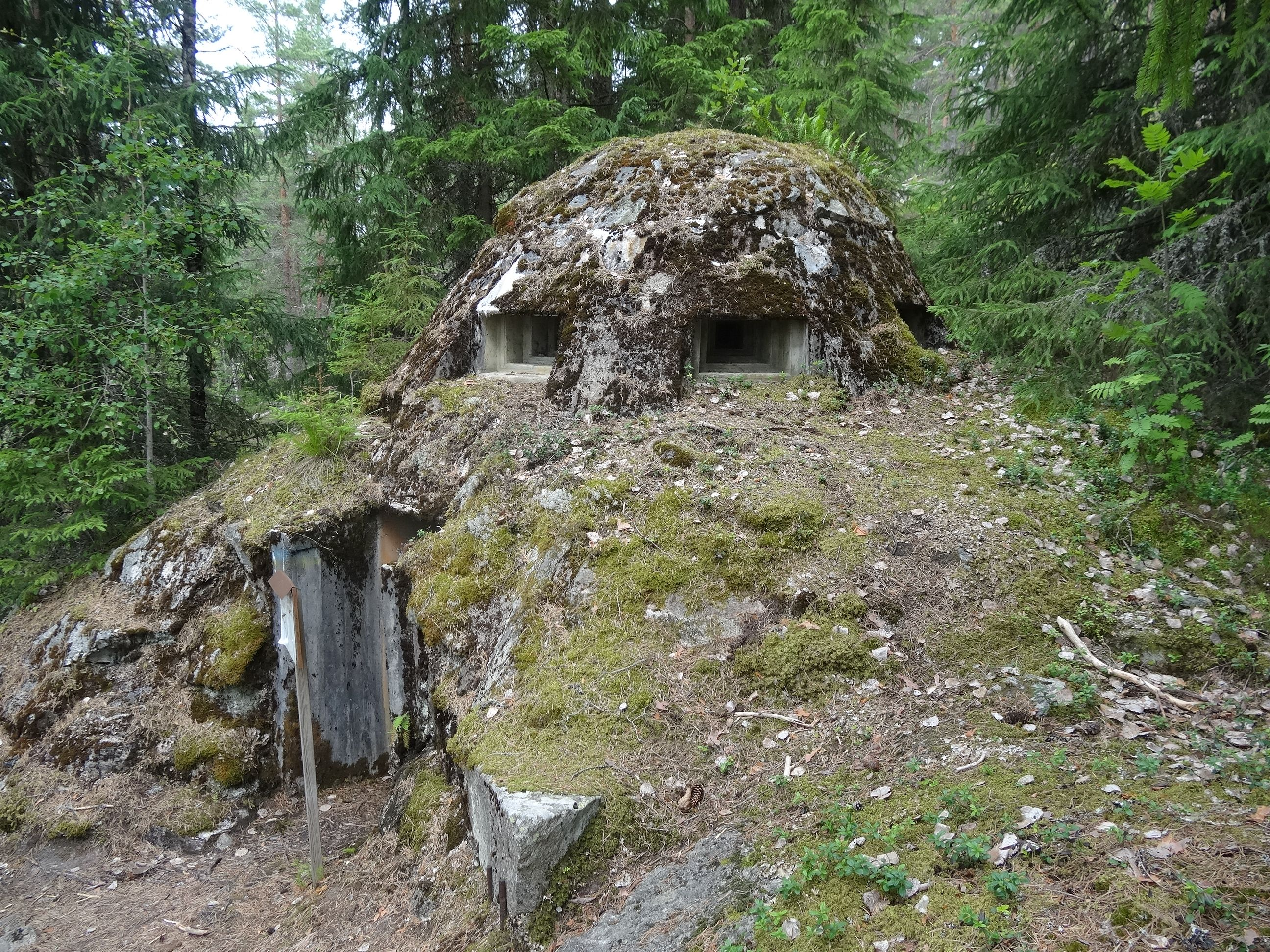
Kulsprutegevärshatt, så kallad "Kg-hatt", i Skansen Hultet.

 Vid unionsupplösningen 1905 avtalades att alla befästningsverk vid gränsen mellan Sverige och Norge skulle raseras, men den 23 april 1940 meddelade överbefälhavare Olof Thörnell att befästningsförbudet i den så kallade neutrala zonen var upphävt. Sverige påbörjade därefter ett omfattande försvarsbygge mot den norska gränsen, där gamla befästningsverk rustades upp och ett stort antal nya byggdes. Exempel på skansar som byggdes i Värmland under andra världskriget är Skans 164 Torsby (Torsby Skans) och Skans 179 Höljes i Torsby kommun, Skans 153 Hultet (Skansen  Hultet) i Eda kommun och Skans 113 Borgvik i Grums kommun.
Torsby Skans ingick Torsby befästningsområde. Det sammantagna befästningsområdet var 9 km långt och var Värmlands mest utbyggda, med skyddsrumsplatser för 3 277 soldater, 29 artilleriställningar och 4,5 km stridsvagnshinder. Skansen Hultet byggdes huvudsakligen 1940–41, men utbyggnaden fortsatte ändra fram till 1945. Skansen bestod av flera skyddsrum, ett nätverk av täckta värn för kulsprutor och kulsprutegevär, pansarvärnsgarage och skyttevärn samt flera rader av stridsvagnshinder. Skansen Hultet har återställts med hjälp av lokala byalag och är idag öppen för allmänheten.
Tidigare hemligstämplade dokument visar att Krigsmakten investerade nära 30 miljoner kronor i dåtidens penningvärde i befästningsverk i Värmland under andra världskriget. Det finns idag 12 000 försvarsobjekt, inklusive 123 skansar, i Värmland från andra världskriget.